# Кель, Адам Дарио
Адам Дарио Кель (нем. Adam Dario Keel; 16 ноября 1924, Лугано — 21 мая 2018, Ребштайн) — швейцарский фигуративный художник, график и скульптор.

## Биография
Адам Д. Кель родился в семье художника-экспрессиониста Карла Ойгена Келя. В 1961 году он вступил в брак с художницей по тканям и педагогом Рией Кель-Трабер. Жил и работал в городке Ребштайн, кантона Санкт-Галлен.
Адам Дарио Кель овладел мастерством художника самоучкой. Работал в области ар брют. В 1950-е и 1960-е годы он работал преимущественно с пастелью и темперой. В 1970-е годы А. Кель уделял больше внимания современным реалистическим техникам карандашного рисунка. Позднее, в 1980-е и 1990-е годы мастер экспериментировал, работая ножницами с бумагой и создавая авангардистские резные произведения, обратившие на себя внимание художественной критики и вызвавшие широкий интерес у ценителей искусства. В 1990-е годы также создавал свои многочисленные графические работы и рисунки. Помимо изобразительного искусства, А.Кель являлся автором объектов, созданных из дерева и металла.
С 1958 по 2011 год персональные выставки работ А. Келя прошли во многих городах Швейцарии и Австрии, участник также ряда групповых выставок. Лауреат премий в области культуры кантона Санкт-Галлен в 1993 и 2005 годах.

## Дополнения
- Вернисаж к выставке «2x40 Jahre Adam Keel (2х40 лет Адама Келя)»: St. Galler Tagblatt, Rheintalische Volkszeitung
- Чествование швейцарским обществом «Pro Cultura» и коммуной Ребштейн: Rheintalische Volkszeitung
- Премия 2005 года: Rheintalische Volkszeitung